# A Shaun the Sheep Movie: Farmageddon
A Shaun the Sheep Movie: Farmageddon (bra: Shaun, o Carneiro, o Filme: A Fazenda Contra-Ataca; prt: A Ovelha Choné, o Filme: A Quinta Contra-Ataca) é um filme franco-britânico em stop-motion dos gêneros aventura, ficção científica e comédia de 2019, produzido por Aardman Animations. Dirigido por Will Becher e Richard Phelan, em sua estréia na direção, é a sequência independente de Shaun the Sheep Movie e é baseado na série Shaun the Sheep, por sua vez, baseado no filme de 1995 A Close Shave criada por Nick Park. O filme é estrelado por Justin Fletcher, John Sparkes, Kate Harbour e Rich Webber reprisando seus papéis da série e do filme anterior, enquanto os novos membros do elenco incluem Amalia Vitale, David Holt e Chris Morrell.
O filme foi lançado em 18 de outubro de 2019 no Reino Unido e a Netflix nos Estados Unidos em 14 de fevereiro de 2020.

## Enredo
Na cidade de Mossingham, o fazendeiro John e seu cachorro Bingo descobrem um OVNI. Ambos correm de surpresa de uma alienígena misteriosa que sai da nave espacial.
Na Mossy Bottom Farm, Shaun e o rebanho estão tentando desfrutar de seus passatempos perigosos, só para Bitzer impedi-los de suas atividades, uma das quais é pular de uma rampa através de um anel.
Na noite seguinte, Shaun decide pedir pizzas gratuitas de um take-away perto do pouso do OVNI. A alienígena viaja na caixa e come as pizzas, confundindo os carneiros (ovelhas).
Na manhã seguinte, Shaun sai do celeiro, só para seguir uma trilha de crostas de pizza, levando-o ao alienígena. A visitante se apresenta como Lu-La, uma alienígena travessa de Topa com poderes extraterrestres. Quando Shaun a apresenta ao rebanho, ela causa danos com uma colheitadeira, transformando um campo atrás da casa do celeiro em círculos de colheita não intencionais; devido a notícias recentes de avistamentos de alienígenas, o Fazendeiro percebe que pode criar um parque temático baseado em alienígenas, "Fazenda Contra-Ataca" (Quinta Contra-Ataca), no qual ele pode obter dinheiro para comprar uma nova colheitadeira.
Enquanto isso, a líder do Ministério de Detecção de Alienígenas (M.D.A) Agente Red e seu assistente robô Mugg-1N5, procuram a trilha de Lu-La. O fazendeiro John os leva para a área de observação, mas descobre que não há nave espacial, Red os envia para um local desconhecido.
Na Mossy Bottom Farm, Lu-La revela seu planeta natal para Shaun; ele concorda em ajudar a recuperar o OVNI. Viajar para Mossingham, Lu-La causa caos em um supermercado próximo. Depois de sair do supermercado, Bitzer, agora vestindo um traje de estilo alienígena, percebe Shaun. No entanto, a cola fica presa no pé. Essa cola, além do traje, faz M.D.A pensar que Bitzer é o alienígena.
No OVNI, Lu-La e Shaun entram, apenas para descobrir que uma parte crucial desapareceu. Enquanto olha, Shaun encontra uma foto de Lu-La com seus pais. Lu-La transmite suas memórias para Shaun, revelando que Lu-La é uma criança e acidentalmente lançou a nave espacial de seus pais enquanto brincava com ela. Enquanto isso, Bitzer entra em uma câmara e é adormecido e M.D.A captura a nave espacial e a leva para sua base.
Na base secreta, Bitzer acorda e a organização o ensina sobre a cultura da Terra. Enquanto isso, Shaun e Lu-La procuram a parte que falta, uma esfera em forma de ovo usada para controlar a nave de Lu-La. Os motivos de Red são revelados: quando ela era mais jovem, ela via alienígenas. No dia seguinte da escola, ela desenhou uma imagem, mas foi ridicularizada por outros alunos.
Lu-La e Shaun recuperam a esfera e conhecem Bitzer. Eles reiniciam o navio e saem da atmosfera. Os programas são direcionados para Topa, mas por causa de Shaun ignorar o sinal de não toque de Bitzer, a espaçonave é transferida de volta à fazenda. Essa mudança repentina faz com que o OVNI acelere e caia. Vendo o OVNI destruído, Lu-La fica com o coração partido.
Sentindo-se mal pelo que fez, Shaun tenta encontrar outro jeito de levar Lu-La para casa. Ele percebe que a esfera pode ser usada para contatar Topa, particularmente os pais de Lu-La, Ub-Do e Me-Ma. Ele e Lu-La tentam chegar ao topo do parque temático "Fazenda Contra-Ataca" do Fazendeiro.
O Fazendeiro abre o parque temático por £30. Shaun, o rebanho e Lu-La entram disfarçados de Daleks. Shaun e Lu-La começam a escalar a placa, só para Red, Mugg-1N5 e M.D.A chegarem, tentando pegar Bitzer, ainda convencidos de que ele é um alienígena.
Red converte sua van em uma figura gigante do tipo robô e a usa para escalar a placa para pegar Bitzer. Depois de descobrir a verdadeira identidade de Bitzer, Red descobre Lu-La subindo na placa. Quando o par chega ao topo, Red tenta recuperar a esfera, mas Bitzer e o rebanho conseguem fazê-la cair. Shaun entra em contato com Topa com sucesso com a esfera.
Ub-Do e Me-Ma chegam ao local, reunindo-se com Lu-La. Red lembra de ter visto os alienígenas e vice-versa. Shaun, Bitzer e o rebanho se despedem, encerrando o "Fazenda Contra-Ataca" do Fazendeiro, que recebeu boas críticas devido aos fãs estrangeiros acreditarem que Ub-Do e Me-Ma recuperando Lu-La eram um exemplo de "grandes efeitos especiais".
Enquanto voltam para Topa, Lu-La, Ub-Do e Me-Ma descobrem o Fazendeiro em seu OVNI usando os banheiros.
Agora de volta à terra, o Fazendeiro experimenta sua nova colheitadeira, só para explodir, assustando Shaun, Bitzer e Timmy.

## Elenco
- Justin Fletcher como Shaun(pt-BR) ou Choné(pt-PT?) e Timmy
- John Sparkes como Bitzer e Fazendeiro(pt-BR) ou Agricultor(pt-PT?)
- Amalia Vitale como Lu-La e Me-Ma
- Kate Harbour como a Mãe de Timmy e Agente Red
- David Holt como Mugg-1N5
- Richard Webber como Shirley e Ub-Do
- Simon Greenall como Os Gêmeos(pt-BR) ou Os Gémeos(pt-PT?)
- Emma Tate como Hazel
- Andy Nyman como Nuts
- Chris Morrell como Fazendeiro John(pt-BR) ou Agricultor John(pt-PT?)
- Joe Sugg como Entregador de pizza(pt-BR) ou Rapaz das pizas(pt-PT?)[4]

## Produção
Em 14 de setembro de 2015, a StudioCanal anunciou que estava trabalhando com a Aardman em uma sequência. Em 25 de outubro de 2016, sob o título de trabalho, Shaun the Sheep Movie 2, Aardman confirmou que uma sequela entraria em pré produção em janeiro de 2017 com Richard Starzak, co-diretor do primeiro filme, retornando.
Em novembro de 2018, foi anunciado que os funcionários da Aardman, Richard Phelan e Will Becher, dirigirão o filme, com Starzak ainda como diretor, devido a Peter Lord e David Sproxton darem a maioria da propriedade aos funcionários. para manter a empresa independente.

## Trilha sonora
A música do filme é composta por Tom Howe. Inicialmente, acreditava-se que Ilan Eshkeri, que compôs a música de Shaun the Sheep Movie, retornaria, mas esses rumores eram falsos.
A música tema do filme é intitulada "LAZY" e é escrita por Howe e interpretada por The Vaccines e Kylie Minogue. A trilha sonora também inclui um remix de "Life's a Treat", realizado por Nadia Rose, ao lado de Mark Thomas (o escritor da música da série) e Vic Reeves, que retornam para interpretar a música da série do filme anterior.

## Lançamento
A Shaun the Sheep Movie: Farmageddon foi lançado pela primeira vez na Alemanha em 26 de setembro de 2019, enquanto no Reino Unido foi lançado em 18 de outubro de 2019. Originalmente planejada para ser lançada nos Estados Unidos em 13 de dezembro de 2019, a Netflix comprou os direitos de distribuição para os Estados Unidos, Canadá e América Latina e levou a data de lançamento para 14 de fevereiro de 2020.

### Marketing
Em janeiro de 2018, foi anunciado que o teaser do filme tocaria teatralmente em frente ao outro filme de Aardman, Early Man em todo o mundo, revelando o novo título e sinopse do filme. Em 7 de dezembro de 2018, a Aardman anunciou através de suas mídias sociais que o teaser trailer do filme, juntamente com as datas de lançamento, chegaria na semana seguinte. O teaser trailer foi lançado em 11 de dezembro de 2018, seguido do primeiro trailer oficial lançado em 1 de abril de 2019. Em 3 de julho de 2019, o segundo trailer foi lançado.

## Recepção

### Bilheteria
Em 29 de dezembro de 2019, A Shaun the Sheep Movie: Farmageddon ganhou US$ 42,8 milhões. Com o país com maior receita sendo o Reino Unido (US$ 9,1 milhões), a Alemanha (US$ 6,7 milhões) e a França (US$ 5,4 milhões). Está classificado como o 16º filme de animação em stop-motion da maior bilheteria de todos os tempos.

### Resposta crítica
O agregador de críticas Rotten Tomatoes registra 97% de avaliações positivas com base em 33 críticos e uma classificação média de 7,52/10. O consenso crítico diz: "A Shaun the Sheep Movie: Farmageddon mantém o charme de sua fonte de tela pequena, ao mesmo tempo em que expande de maneira atraente o mundo do personagem-título. Em Metacritic, o filme tem uma pontuação de 80 em 100, com base em 7 críticos, indicando "críticas geralmente favoráveis".

### Prêmios e indicações
| Prêmio                            | Data da cerimônia      | Categoria                                    | Nomeado                                   | Resultado |
| --------------------------------- | ---------------------- | -------------------------------------------- | ----------------------------------------- | --------- |
| British Academy Film Awards       | 2 de fevereiro de 2020 | BAFTA de melhor filme de animação            | Will Becher, Richard Phelan e Paul Kewley | Indicado  |
| British Academy Film Awards       | 12 de março de 2020    | Best Long Form                               | Will Becher e Richard Phelan              | Venceu    |
| British Independent Film Awards   | 1 de dezembro de 2019  | Best Effects                                 | Howard Jones                              | Venceu    |
| British Independent Film Awards   | 1 de dezembro de 2019  | Douglas Hickox Award                         | Will Becher e Richard Phelan              | Indicado  |
| National Film Awards UK           | 1 de julho de 2020     | Best Animated Film                           | Will Becher e Richard Phelan              | Pendente  |
| London Critics Circle Film Awards | 30 de janeiro de 2020  | Technical Achievement Award                  | Will Becher e Richard Phelan              | Indicado  |
| Prêmios Satellite                 | 19 de dezembro de 2019 | Best Motion Picture, Animated ou Mixed Media | Will Becher e Richard Phelan              | Indicado  |

## Videogame
Uma adaptação cinematográfica de Home Sheep Home, intitulada Home Sheep Home: Farmageddon Party Edition foi anunciada para lançamento no Nintendo Switch em outubro de 2019. Shaun, Shirley e Timmy encontram seu caminho de volta à grama verde da casa, tudo hospedado por nova amiga alienígena de Shaun, Lu-La! O jogo de quebra-cabeça de plataforma conterá toda a jogabilidade amada dos jogos anteriores do Home Sheep Home.